# Mohamed Hubail
Mohamed Hubail (Baréin; 23 de junio de 1981) es un exfutbolista de Baréin que jugaba en la posición de centrocampista.

## Carrera

### Club
| Periodo   | Club            |
| --------- | --------------- |
| 2001–2004 | Al-Ahli Manama  |
| 2004–2005 | Al-Gharafa SC   |
| 2005–2006 | Qatar SC        |
| 2006–2007 | Al-Ahli Manama  |
| 2007–2009 | Al-Arabi Kuwait |
| 2009      | Al-Ahli Manama  |
| 2010      | Al-Qadisiyah FC |
| 2010–2011 | Al-Ahli Manama  |
| 2011      | Muscat Club     |
| 2012–2013 | Fanja SC        |
| 2013–2014 | Sitra Club      |

### Selección nacional
Jugó para Baréin en 70 ocasiones de 2004 a 2011 y anotó cinco goles; participó en dos ediciones de la Copa Asiática.

### Detención de 2011
El 5 de abril de 2011 fue arrestado junto a su hermano A'ala por las autoridades locales y detenidos en una base secreta. Ambos fueron identificados como participantes en la Rebelión en Baréin de 2011-2012 y que ambos habían abandonado al Al-Ahli Manama. El partido político Al Wefaq, la principal fuerza de oposición de Baréin, anunció que Mohamed Hubail fue condenado a dos años de prisión basado en la ley marcial impuesta en marzo de 2011.
El 24 de junio de 2011 la FIFA anunció que por la interferencia del gobierno local en el deporte involucrando futbolistas, entrenadores y árbitros arrestados y suspendidos por protestas antigobierno, suspendería a Baréin de toda actividad relacionada con el fútbol por atentar contra los derechos humanos. El 29 de junio de 2011 se anunció la liberación de los detenidos pero que las detenciones continuarían.

## Logros
- Copa del Rey de Baréin (2): 2001, 2003
- Liga de fútbol de Catar (1): 2004-05
- Copa del Jeque Jassem (1): 2005
- Copa del Emir de Kuwait (1): 2007-08
- Copa de la Corona de Kuwait (1): 2006-07

## Estadísticas

### Goles con selección nacional
| # | Fecha      | Sede               | Rival      | Resultado | Torneo                                               |
| - | ---------- | ------------------ | ---------- | --------- | ---------------------------------------------------- |
| 1 | 17-7-2004  | Beijing, China     | China      | 2-2       | Copa Asiática 2004                                   |
| 2 | 21-7-2004  | Beijing, China     | Catar      | 1-1       | Copa Asiática 2004                                   |
| 3 | 8-9-2004   | Biskek, Kirguistán | Kirguistán | 2-1       | Clasificación para la Copa Mundial de Fútbol de 2006 |
| 4 | 17-11-2004 | Manama, Baréin     | Tayikistán | 4-0       | Clasificación para la Copa Mundial de Fútbol de 2006 |
| 5 | 17-11-2004 | Manama, Baréin     | Tayikistán | 4-0       | Clasificación para la Copa Mundial de Fútbol de 2006 |